# Brazil futsalválogatott
A brazil futsalválogatott Brazília nemzeti csapata, amelyet a Brazil Futsal-szövetség (portugálul: Confederação Brasileira de Futebol de Salão) irányít.
A világ legerősebb és legsikeresebb futsalválogatottja. Tizenkilencszeres Copa América győztes és négyszeres világbajnok. Mindemellett számos rangos tornagyőzelmet is magáénak tudhat.

## Története
A futsal-világbajnokságot négy két (1989, 1992, 1996, 2008) a Copa Américát pedig 19 alkalommal sikerült megnyerniük.

## Futsal-világbajnokság
| Év       | Eredmény   | Hely   | M  | Gy | D | V | Rg  | Kg | Gk   |
| -------- | ---------- | ------ | -- | -- | - | - | --- | -- | ---- |
| 1989     | Aranyérmes | 1.     | 8  | 5  | 1 | 2 | 33  | 17 | +16  |
| 1992     | Aranyérmes | 1.     | 8  | 7  | 1 | 0 | 44  | 7  | +37  |
| 1996     | Aranyérmes | 1.     | 8  | 7  | 1 | 0 | 55  | 16 | +39  |
| 2000     | Ezüstérmes | 2.     | 8  | 7  | 0 | 1 | 78  | 14 | +64  |
| 2004     | bronzérmes | 1.     | 8  | 7  | 1 | 0 | 48  | 14 | +34  |
| 2008     | Aranyérmes | 1.     | 9  | 8  | 1 | 0 | 64  | 8  | +56  |
| 2012     | Selejtező  | -      | -  | -  | - | - | -   | -  | -    |
| Összesen | 6/6        | 4. cím | 49 | 41 | 6 | 2 | 322 | 76 | +246 |

## Dél-amerikai futsal-bajnokság
| - 1965 – ezüstérmes - 1969 – Aranyérmes - 1971 – Aranyérmes - 1973 – Aranyérmes - 1975 – Aranyérmes - 1976 – Aranyérmes - 1977 – Aranyérmes - 1979 – Aranyérmes - 1983 – Aranyérmes - 1986 – Aranyérmes - 1989 – Aranyérmes | - 1992 – Aranyérmes - 1995 – Aranyérmes - 1996 – Aranyérmes - 1997 – Aranyérmes - 1998 – Aranyérmes - 1999 – Aranyérmes - 2000 – Aranyérmes - 2003 – Ezüstérmes - 2008 – Aranyérmes - 2011 – Aranyérmes |

## Külső hivatkozások
- A brazil Futsal-szövetség hivatalos honlapja.